# Versuch (Rugby)

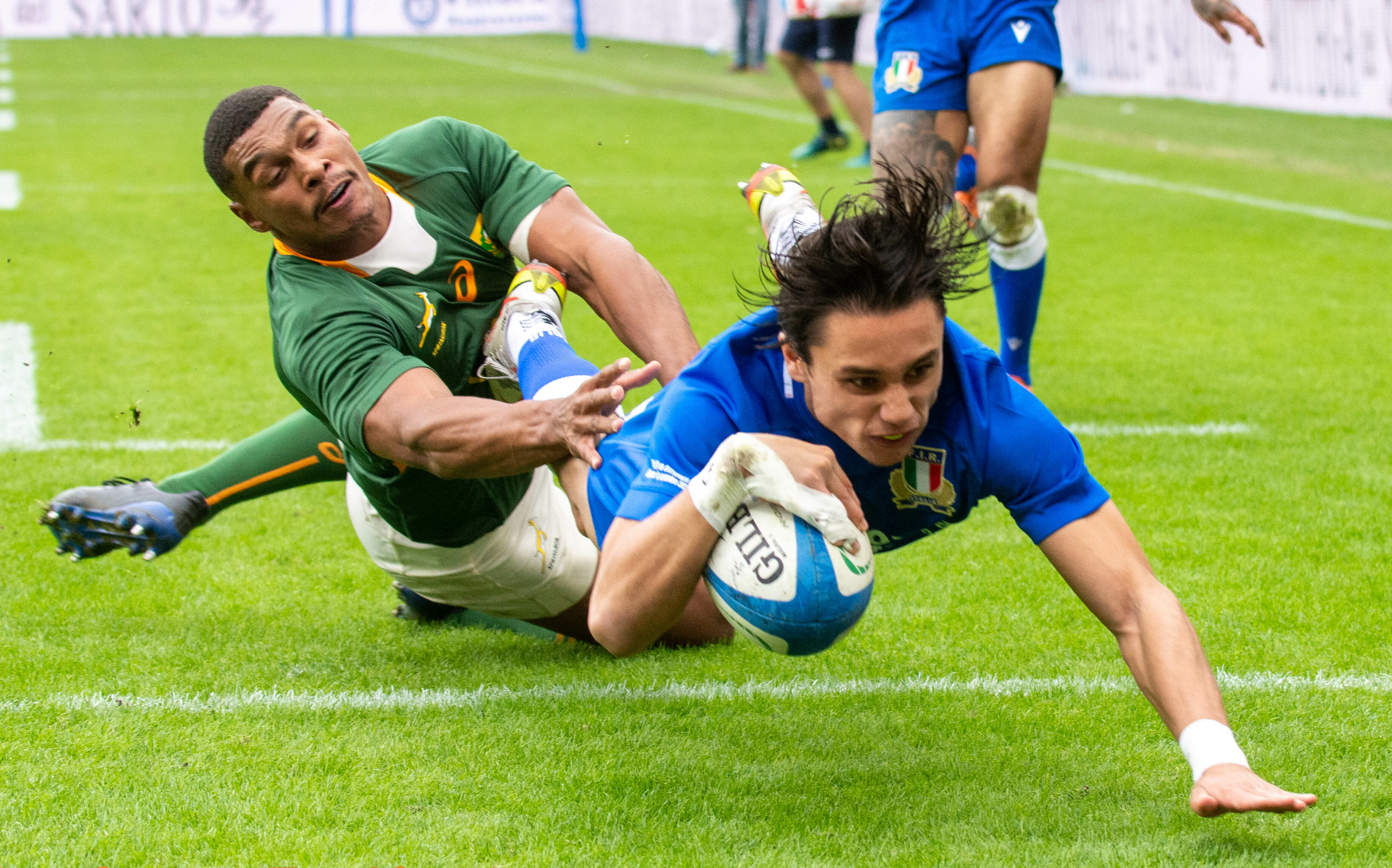
Erzielen eines Versuchs

Ein Versuch (engl. try) ist die häufigste Art, in den Sportarten Rugby League und Rugby Union Punkte zu erzielen. Er wird erzielt, indem ein Spieler den Ball im gegnerischen Malfeld kontrolliert ablegt.
Im Rugby League zählt ein Versuch vier Punkte, vor 1983 war er lediglich drei Punkte wert. Im Rugby Union gibt es für das Erzielen eines Versuchs fünf Punkte. Im Lauf der Jahre hat sich dieser Wert mehrmals erhöht (bis 1891 ein Punkt, bis 1893 zwei Punkte, bis 1971 drei Punkte, bis 1992 vier Punkte).
Ein Versuch ist ähnlich wie ein Touchdown im American Football und Canadian Football, mit dem Unterschied, dass der Spieler zwingend den Boden mit dem Ball berühren muss. In beiden Varianten des Rugbys steht der Begriff „Touchdown“ jedoch für das Ablegen des Balles im eigenen Malfeld, um dem Gegner die Möglichkeit eines Versuchs zu nehmen. Dafür ist der Begriff „Grounding“ jedoch geläufiger.

## Strafversuch
Wenn ein Schiedsrichter glaubt, dass ein Versuch durch ein Fehlverhalten der verteidigenden Mannschaft verhindert wurde, kann er sowohl im Rugby League als auch im Rugby Union der angreifenden Mannschaft einen Strafversuch gewähren. Strafversuche werden stets unter den Torpfosten gewährt, egal wo der Regelverstoß passiert ist.
Seit Januar 2005 beinhaltet ein Strafversuch im Rugby Union mindestens eine Verwarnung und damit Gelbe Karte, oder einen Platzverweis.

## Erhöhung

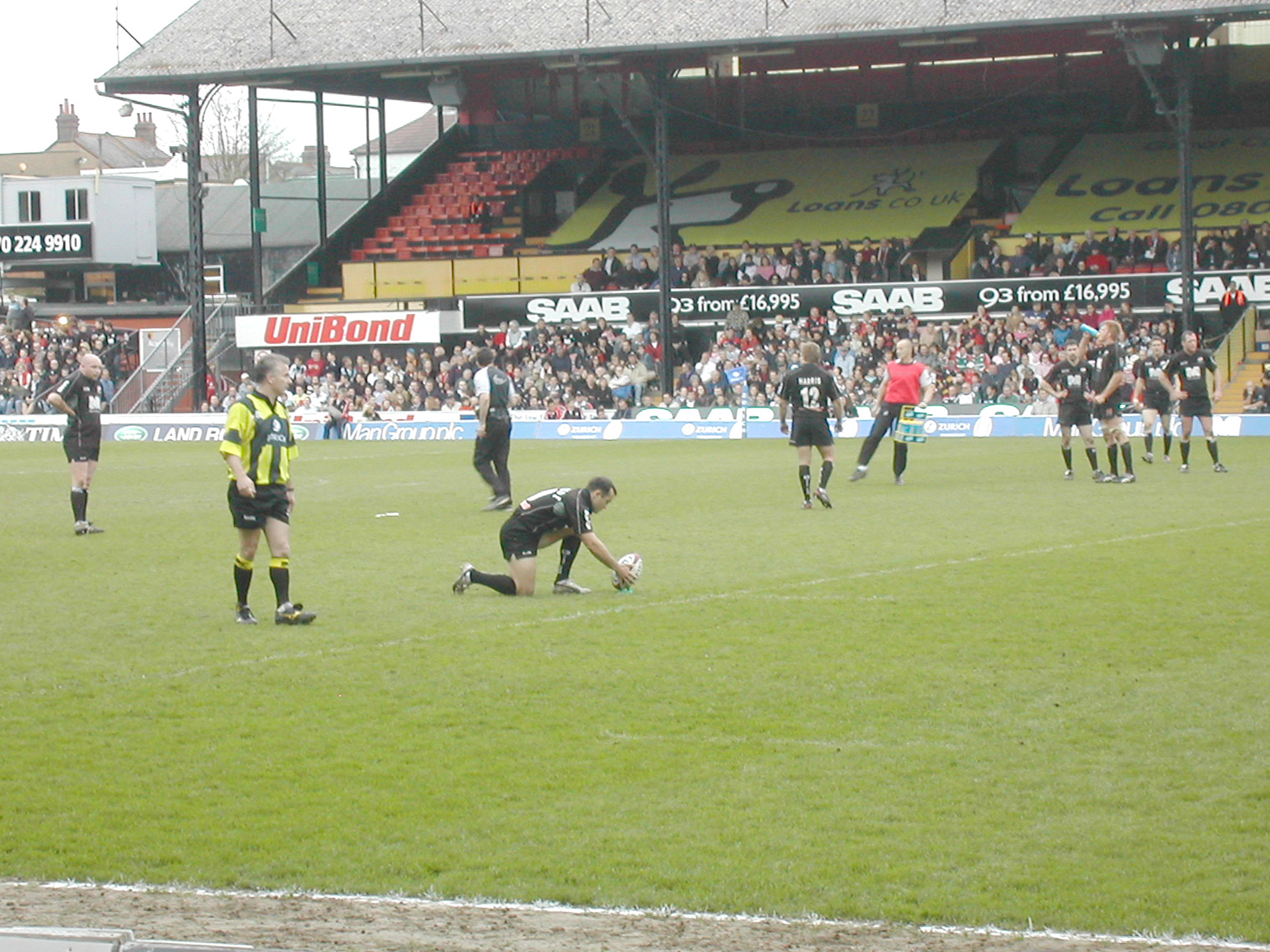
Vorbereitung einer Erhöhung

Hat eine Mannschaft einen Versuch erzielt, erhält sie in beiden Rugby-Varianten die Chance, eine Erhöhung (engl. conversion) auszuführen. Hierbei wird versucht, den Ball zwischen die beiden Längslatten und über die Querlatte des H-förmigen Tores zu kicken und so zusätzliche Punkte zu erzielen. Der Kick erfolgt parallel zur Seitenauslinie von einem beliebigen Punkt im Spielfeld aus, der auf der Höhe jener Stelle liegt, wo der Versuch gelegt wurde. Im Rugby Union kann die Erhöhung in Form eines platzierten Kicks vom Boden aus erfolgen oder durch einen Drop Kick (der Spieler lässt dabei den Ball fallen und kickt ihn, nachdem er vom Boden abgeprallt ist). Im Rugby League sind bei einer Erhöhung nur platzierte Kicks erlaubt, im 7er-Rugby hingegen nur Drop Kicks.
Um die nachfolgende Erhöhung zu erleichtern, versuchen die angreifenden Spieler, den Ball so nahe beim Zentrum wie möglich abzulegen. Sowohl im Rugby Union als auch im Rugby League ist eine Erhöhung zwei Punkte wert.

## Entwicklung der Regel
Der etwas eigenwillige Begriff „Versuch“ stammt aus der Frühzeit des Rugby. Aufgrund der Entstehung des Spiels aus dem Fußball hatte die Erhöhung einen höheren Stellenwert als heute. Zu Beginn war es das Ziel des Spiels, Tore (goals) zu erzielen. Ein Versuch wurde nach dem Ablegen des Balles hinter den Torpfosten gewährt. Dafür gab es zwar keine Punkte, doch die angreifende Mannschaft konnte einen Kick auf das Tor versuchen, ohne dabei von der gegnerischen Mannschaft gestört zu werden. Erst wenn hier Gleichstand herrschte, gab die Anzahl der Versuche den Ausschlag. Ab 1875 konnte ein Goal durch drei Versuche ausgeglichen werden.
Im modernen Rugby und in allen abgeleiteten Varianten ziehen die Spieler den Versuch dem Schuss auf das Tor vor. Der Versuch hat mittlerweile einen festen Punktewert, der im Laufe der Zeit größer geworden ist und denjenigen des Torschusses übersteigt. Gleichwohl ist es für jede Mannschaft wichtig, einen guten Kicker zu haben, da erfolgreich durchgeführte Erhöhungen oft den entscheidenden Unterschied ausmachen.
Punkte:
| Jahr                             | Versuch | Erhöhung |
| -------------------------------- | ------- | -------- |
| 1871                             | –       | 1        |
| 1875                             | x       | 1        |
| 1887                             | 1       | 3        |
| 1890                             | 1       | 2        |
| 1891                             | 2       | 3        |
| 1893                             | 3       | 2        |
| 1971/1983*                       | 4       | 2        |
| 1992**                           | 5       | 2        |
| * Rugby League **nur Rugby Union |         |          |

Die letzte Änderung war 1992 die Aufwertung des Versuchs im Rugby Union auf 5 Punkte, so dass dort ein erhöhter Versuch (= 7) nicht mehr durch zwei Straftritte (= 6) ausgeglichen werden kann.